# Люсьєн Гітрі
Люсьє́н Гітрі́ (фр. Lucien Guitry; 13 грудня 1860, Париж, Франція — 1 червня 1925, там же) — французький актор і драматург. Найпопулярніший актор своєї епохи. Був партнером по театру Сари Бернар, творець видатних образів, що принесли йому низку міжнародних тріумфів.

## Біографія
Люсьєн Гітрі навчався у Вищій національній консерваторії драматичного мистецтва. Сценічну діяльність почав у трупі паризького театру «Жимназ» (фр. Théâtre du Gymnase) у 1878 році, дебютував в ролі Армана у виставі за п'єсою А. Дюма-сина «Дама з камеліями». Успішний виступ актора Л. Гітрі, відмічене публікою й театральними критиками, дозволило молодому акторові бути прийнятим у 1885 році до Петербурзького Михайлівський театр. Декілька театральних сезонів талановитий актор грав на його сцені.
У 1881 році успішно Гітрі дебютував як драматург своєю першою п'єсою «Ноно» (фр. Nono); після цього почав писати захоплююче побудовані п'єси, найкращі з яких порівнювали з комедіями Мольєра.
Люсьєн Гітрі був дружнім з композитором П. І. Чайковським і його братом Модестом. За ініціативою Гітрі Чайковський у 1888—1891 роках створив музику до «Гамлета» Шекспіра (op. 67-а, op. 67-b).

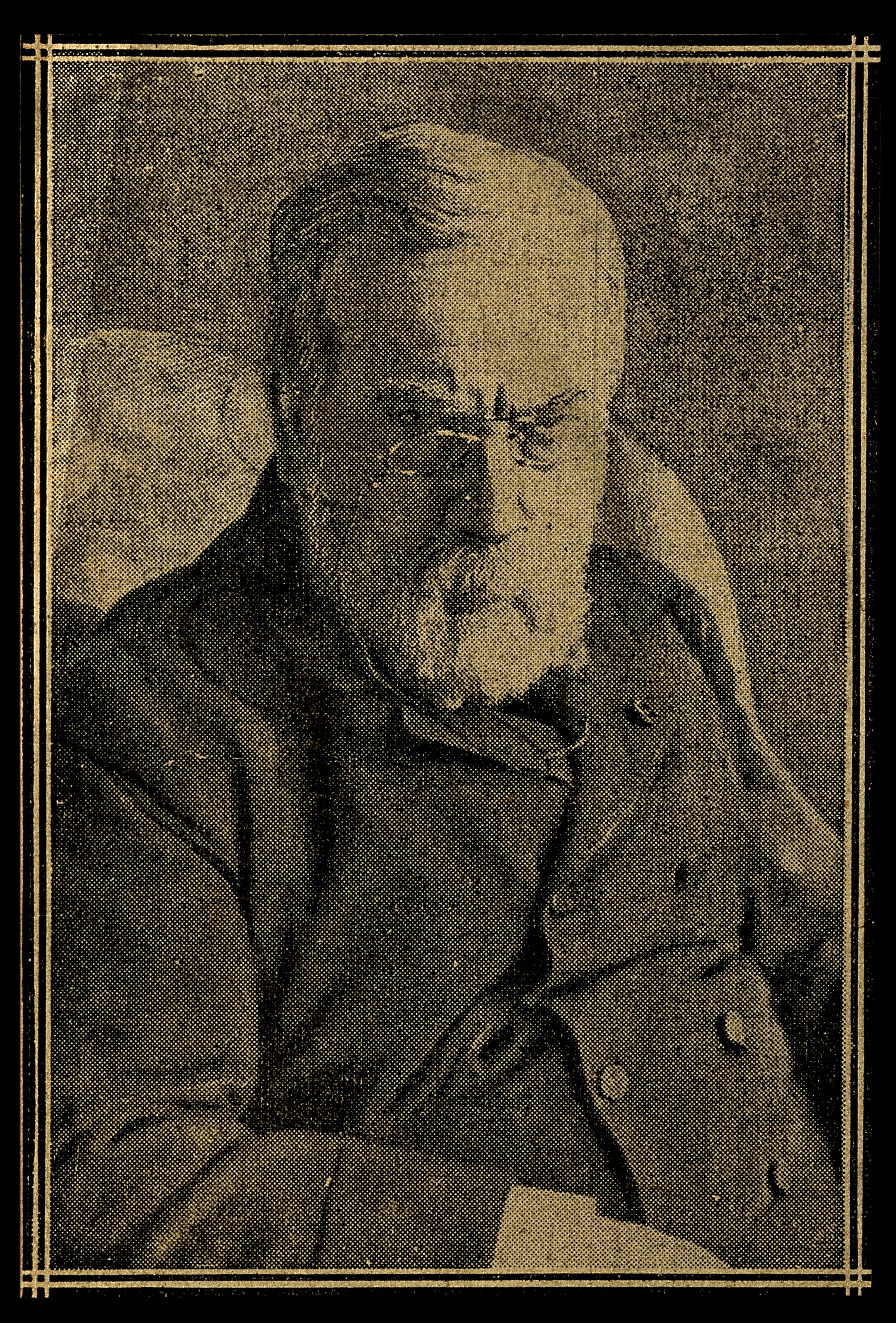
Л. Гітрі в ролі Луї Пастера

У 1898—1900 роках Л. Гітрі виступав на сцені разом з талановитою акторкою Режан, участь цього дуету у виставі Е. Ростана «Орля» (Гітрі в ролі Фламбо) принесло постановці небувалий успіх.
У 1891-му Гітрі повернувся до Парижа, де почав виступати на сценах різних театрів, таких, як «Théâtre de l'Odéon» та ін. З успіхом виступав на сцені «Théâtre de la Porte Saint-Martin» в 1900 році і театру Вар'єте (Théâtre des Variétés) в 1901-му. Грав у трупі Комеді Франсез (Comédie-Française), але вийшов у відставку, щоб стати директором Театру Відродження (Theatre de la Renaissance).
Люсьєн Гітрі продовжував виступати на сцені до останніх днів свого життя. Бувши актором стриманого темпераменту, актор Л. Гітрі зумів створити на сцені яскравий динамічний образ. Його образи, що запам'ятовуються, в мольєрівських комедіях — Альцест в «Мізантропові», Тартюф в однойменній п'єсі і Арнольф у «Школі дружин» та багато ін. Гра Л. Гітрі відрізнялася правдивістю, лаконізмом характеристик, була чужа афектації і тішила публіку аж до його смерті.
Помер Люсьєн Гітрі в Парижі 1 червня 1925 року. Похований на Монматрі, разом зі своїми синами Саша і Жаном, та останньою дружиною Саші — Ланою Марконі.
Син Люсьєна Гітрі, Саша (Александр) Гітрі (1885—1957), талановитий французький актор театру і кіно, знаменитий письменник і драматург першої половини XX ст., народився в Санкт-Петербурзі і був названий на честь російського імператора Олександра III.

## Творчість
Л. Гитри — автор 115 п'єс і 29 кіносценаріїв. У своїй творчості Гітрі прославив «істинного галльського коханця». 
У 1948 році С. Гітрі зняв про свого батька Л. Гітрі кінофільм «Актор» (Le Comédien), в якому зіграв дві ролі: батька і себе самого.

### Твори
- Risquetou, roman, Ernest Flammarion éditeur, 1918.
- Molière comédien, La Revue de la semaine, 1922.
- Mademoiselle Carrière de l'Odéon, roman, Arthème Fayard, 1922.
- Souvenirs, pages inédites, Fayard, 1923.
- Mes mémoires, Candide, 1924
- Souvenirs, notes et réflexions, Comœdia, 1925

## Пам'ять
На згадку про актора на вулиці Елізе-Реклю (18 avenue Elysée Reclus) в Парижі, на місці особняка, що нині не зберігся, побудованого Л. Гітрі після його тріумфального турне Латинською Америкою був встановлений його погруддя.